# Andrea Paleologo
(Giorgio Sfranze, le Memorie)
Andrea Paleologo (Mistra, 17 gennaio 1453 – Roma, 1502) ereditò dal padre Tommaso Paleologo il titolo onorario d'imperatore bizantino e di despota della Morea dal 1465 fino alla sua morte.

## Biografia

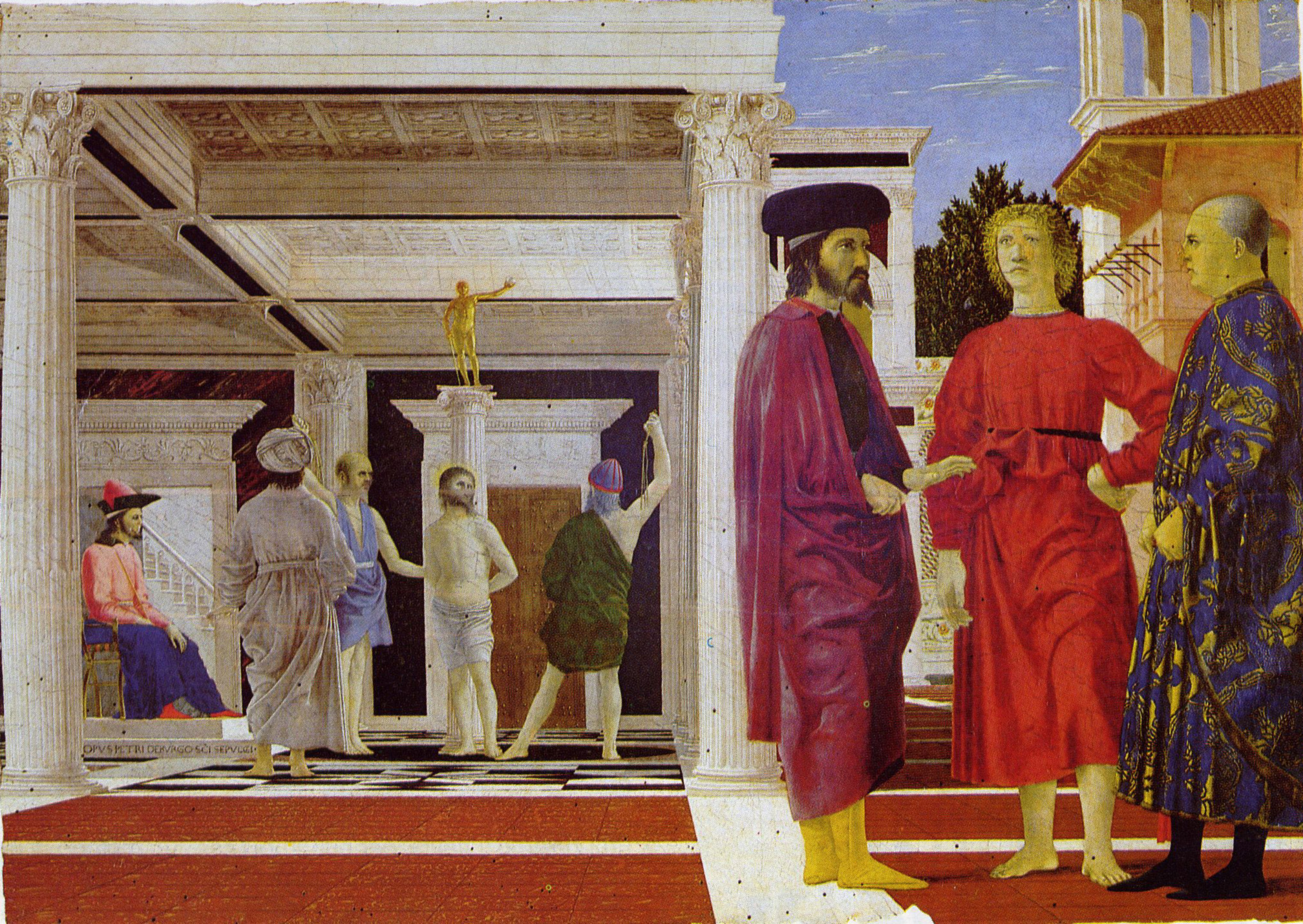
Il ritratto di Tommaso Paleologo, padre di Andrea, che si può impersonificare nel giovane biondo scalzo tra gli altri due personaggi, rappresentato nel dipinto della flagellazione di Cristo, da Piero della Francesca.

Era figlio di Tommaso Paleologo a sua volta fratello di Costantino XI Paleologo, l'ultimo imperatore bizantino di Costantinopoli.
Dopo la conquista di Costantinopoli (il sovrano Costantino XI morì nel tentativo di difendere la città) ad opera delle forze del sultano Mehmet II (29 maggio 1453), Andrea continuò a vivere a Mistra, capitale del Despotato della Morea governato dal padre Tommaso Paleologo, fratello più giovane di Constantino XI.
Tommaso rimase al potere fino al 1460, data in cui gli ottomani conquistarono la provincia e Andrea, con ciò che era rimasto della famiglia imperiale, fu costretto a fuggire in Italia. In previsione della loro fuga in Italia, Tommaso e tutti i suoi figli si convertitono al credo cattolico. Quando Tommaso morì nel 1465, Andrea rimase in Italia sotto la protezione del papa Paolo II. Egli viveva a Roma con il titolo onorario di imperatore di Costantinopoli, sposò una prostituta romana di nome Caterina.
Tradizionalmente si ritiene che Andrea disponesse di un ingente quantità di ricchezze (derivanti in gran parte da sussidi concessi dal pontefice Paolo II), che dilapidò rapidamente riducendosi in miseria. Tuttavia, alcuni storici moderni ritengono che in realtà egli, pur avendo preteso di vivere in modo conforme ai fasti della ormai decaduta corte imperiale bizantina, disponesse di finanze limitate sin dal suo arrivo nella penisola italica. Sappiamo che Andrea Paleologo, fu sotto la protezione anche di papa Sisto IV (1471-1484), il papa lo manteneva a sue spese a Roma, insieme a un altro personaggio d'oriente che aveva perso i suoi averi per mano degli ottomani, Leonardo III Tocco, che era despota d'Epiro, ma anch'egli aveva perso il suo stato, essi ebbero modo di conoscersi, in altri tempi più fortunati per entrambi sarebbero stati nemici, ma ora nessuno dei due aveva più uno stato in mano.
Ambendo a vivere una vita degna del suo rango e conscio delle sue precarie condizioni economiche, Andrea tentò di vendere (più volte) i diritti al trono di Costantinopoli che aveva ereditato alla morte del padre Tommaso. Numerosi re e principi poterono dunque fregiarsi del titolo onorario di imperatore romano. Tra questi, Carlo VIII di Francia inizialmente acconsentì a comprare tali diritti (nel 1494), ma morì il 7 aprile del 1498. Per scampare alla povertà, Andrea vendette i propri diritti ereditari al Sultano ottomano Bayezid II in cambio di poter risiedere alla corte del sovrano con la propria famiglia (tra cui il fratello minore Manuele Paleologo) come ospiti onorari vita natural durante. Infatti, il successore del sultano ebbe alla propria corte i figli di Manuele, Andrea e Giovanni, che si convertirono all'Islam (tuttavia altri membri della famiglia di Manuele furono ridotti in schiavitù dopo la sua morte).
Andrea morì a Roma nel 1502 e fu sepolto molto modestamente nella basilica di San Pietro: la sua tomba è andata perduta nella ristrutturazione di essa verso la metà del XVI secolo. Secondo il suo volere i suoi eredi furono Ferdinando II di Aragona e Isabella di Castiglia.
Sulla discendenza di Andrea, è aperto un dibattito: alcuni storici gli attribuiscono la paternità di un Costantino, che fu comandante delle guardie pontificie, e di una figlia la cui mano fu chiesta da Giacomo II di Cipro ma che non poté sposarsi per l'opposizione di Papa Pio II e che forse è quella stessa Maria di cui parla Donald M. Nicol nel suo libro L'Imperatore Immortale e che poi si sarebbe sposata con un nobile russo; altri asseriscono che Andrea non ebbe discendenti e che quindi con lui si sia spenta la linea principale dei Paleologi, l'unica che potesse legittimamente rivendicare per sé il titolo imperiale romano orientale.

## Nell'arte
Si sa che Gentile Bellini, fece un ritratto ad Andrea Paleologo, ma che purtroppo è andato perduto, mentre ve n'è uno ancora conservato, nell'appartamento Borgia, di Pinturicchio.

## Ascendenza
|                        |                          |                       | Genitori                  |  |  | Nonni |  |  | Bisnonni             |  |  | Trisnonni               |  |
|                        |                          |                       |                           |  |  |       |  |  | Giovanni V Paleologo |  |  | Andronico III Paleologo |  |
|                        |                          |                       |                           |  |  |       |  |  | Giovanni V Paleologo |  |  | Andronico III Paleologo |  |
|                        |                          | Anna di Savoia        |                           |  |  |       |  |  | Giovanni V Paleologo |  |  |                         |  |
| Manuele II Paleologo   |                          |                       |                           |  |  |       |  |  | Giovanni V Paleologo |  |  |                         |  |
|                        |                          | Elena Cantacuzena     | Giovanni VI Cantacuzeno   |  |  |       |  |  |                      |  |  |                         |  |
|                        |                          | Elena Cantacuzena     | Giovanni VI Cantacuzeno   |  |  |       |  |  |                      |  |  |                         |  |
|                        |                          | Elena Cantacuzena     | Irene Asanina             |  |  |       |  |  |                      |  |  |                         |  |
| Tommaso Paleologo      |                          | Elena Cantacuzena     |                           |  |  |       |  |  |                      |  |  |                         |  |
|                        |                          | Costantino Dragaš     | Dejan Dragaš              |  |  |       |  |  |                      |  |  |                         |  |
|                        |                          | Costantino Dragaš     | Dejan Dragaš              |  |  |       |  |  |                      |  |  |                         |  |
|                        |                          | Costantino Dragaš     | Teodora di Serbia         |  |  |       |  |  |                      |  |  |                         |  |
| Elena Dragaš           |                          | Costantino Dragaš     |                           |  |  |       |  |  |                      |  |  |                         |  |
|                        |                          | Eudocia Comnena       | Alessio III di Trebisonda |  |  |       |  |  |                      |  |  |                         |  |
|                        |                          | Eudocia Comnena       | Alessio III di Trebisonda |  |  |       |  |  |                      |  |  |                         |  |
|                        |                          | Eudocia Comnena       | Teodora Cantacuzena       |  |  |       |  |  |                      |  |  |                         |  |
| Andrea Paleologo       |                          | Eudocia Comnena       |                           |  |  |       |  |  |                      |  |  |                         |  |
|                        | Andronico Asen' Zaccaria | Centurione I Zaccaria |                           |  |  |       |  |  |                      |  |  |                         |  |
|                        | Andronico Asen' Zaccaria | Centurione I Zaccaria |                           |  |  |       |  |  |                      |  |  |                         |  |
|                        | Andronico Asen' Zaccaria | Elena Zaccaria        |                           |  |  |       |  |  |                      |  |  |                         |  |
| Centurione II Zaccaria | Andronico Asen' Zaccaria |                       |                           |  |  |       |  |  |                      |  |  |                         |  |
|                        |                          | Mavros di Arcadia     | Erardo III di Arcadia     |  |  |       |  |  |                      |  |  |                         |  |
|                        |                          | Mavros di Arcadia     | Erardo III di Arcadia     |  |  |       |  |  |                      |  |  |                         |  |
|                        |                          | Mavros di Arcadia     | …                         |  |  |       |  |  |                      |  |  |                         |  |
| Caterina Zaccaria      |                          | Mavros di Arcadia     |                           |  |  |       |  |  |                      |  |  |                         |  |
|                        |                          | Leonardo II Tocco     | Leonardo I Tocco          |  |  |       |  |  |                      |  |  |                         |  |
|                        |                          | Leonardo II Tocco     | Leonardo I Tocco          |  |  |       |  |  |                      |  |  |                         |  |
|                        |                          | Leonardo II Tocco     | Maddalena Buondelmonti    |  |  |       |  |  |                      |  |  |                         |  |
| Creusa Tocco           |                          | Leonardo II Tocco     |                           |  |  |       |  |  |                      |  |  |                         |  |
|                        |                          | …                     | …                         |  |  |       |  |  |                      |  |  |                         |  |
|                        |                          | …                     | …                         |  |  |       |  |  |                      |  |  |                         |  |
|                        |                          | …                     | …                         |  |  |       |  |  |                      |  |  |                         |  |
|                        |                          | …                     |                           |  |  |       |  |  |                      |  |  |                         |  |